# Мария Войкица
Госпожа Мария Войкица (рум. Maria Voichița) — третья жена молдавского воеводы Стефана Великого.

## Биография
Дочь валашского воеводы Раду Красивого и Марии Деспины.
Была захвачена в плен вместе с матерью 24 ноября 1473 года, во время похода Стефана Великого против Раду Красивого. Присмотр за пленёнными дамами был доверен жене молдавского господаря, Марии Мангупской.
После безвременной кончины Марии Мангупской 19 декабря 1477 года, Мария Войкица стала женой молдавского воеводы. Это произошло летом 1478 года, и таким образом объединились династии Басарабов и Мушатинов. Брак продлился 24 года, до смерти Стефана Великого. Мария Войкица родила от Стефана «сына Богдана воеводу и двух прекрасных дочерей», — сказано в молдо-германской летописи. Сын — это будущий господарь Молдовы Богдан III, а дочери — Ана, оставшаяся не замужем (умерла в 1499 году и похоронена в Бистрицком монастыре), и Мария Княжна, ставшая в 1510 году женой западнорусского князя Феодора Вишневецкого. Мария получила большое приданое от своего брата, господаря Молдовы. Она умерла в 1518 году, а в 1522 году Штефэницэ, внук Стефана Великого, просил через своего посланника Луку Кыржэ возвращения её останков и сокровищ. Останки Марии Кяжны были возвращены в Молдову и перезахоронены в Путне, а сокровища, за которые боролся и Пётр Рареш в судебном процессе против бывшего мужа своей сестры, так и остались во владении князя Вишневецкого.
Влияние Марии Войкицы на супруга было достаточно значительным. Об этом свидетельствует начавшееся после 1487 года строительство целого ряда храмов в путнянском стиле: Милишэуць, Пэтрэуць, Воронец, Св. Ильи в Сучаве, Бэлинешть, Дорохой, где находится и портрет Марии Войкицы. На портрете изображен господарь, с белокурыми кудрями, держащий в руках макет церкви, который он приносит в дар Иисусу Христу. Мария Войкица появляется и на других церковных фресках рядом со своим супругом или в окружении детей.
Госпожа Мария Войкица пережила Стефана Великого на 7 лет. Она скончалась в 1511 году, во время правления её сына Богдана, и похоронена в монастыре Путна рядом с другой женой молдавского воеводы.
1. ↑  Czamańska I. Wiśniowieccy: monografia rodu (пол.) — Poznań: Wydawnictwo Poznańskie, 2007. — С. 49. — 552 с. — ISBN 978-83-7177-229-0